# Jean-Pierre Weisgerber
Jean-Pierre Weisgerber (Esch-sur-Alzette, 28 marzo 1905 – Esch-sur-Alzette, 4 aprile 1994) è stato un calciatore lussemburghese, di ruolo attaccante.

## Carriera

### Club
Ha sempre giocato nel campionato lussemburghese.

### Nazionale
Ha rappresentato la Nazionale del suo paese alle Olimpiadi del 1924.